# Kloster Meyendorf

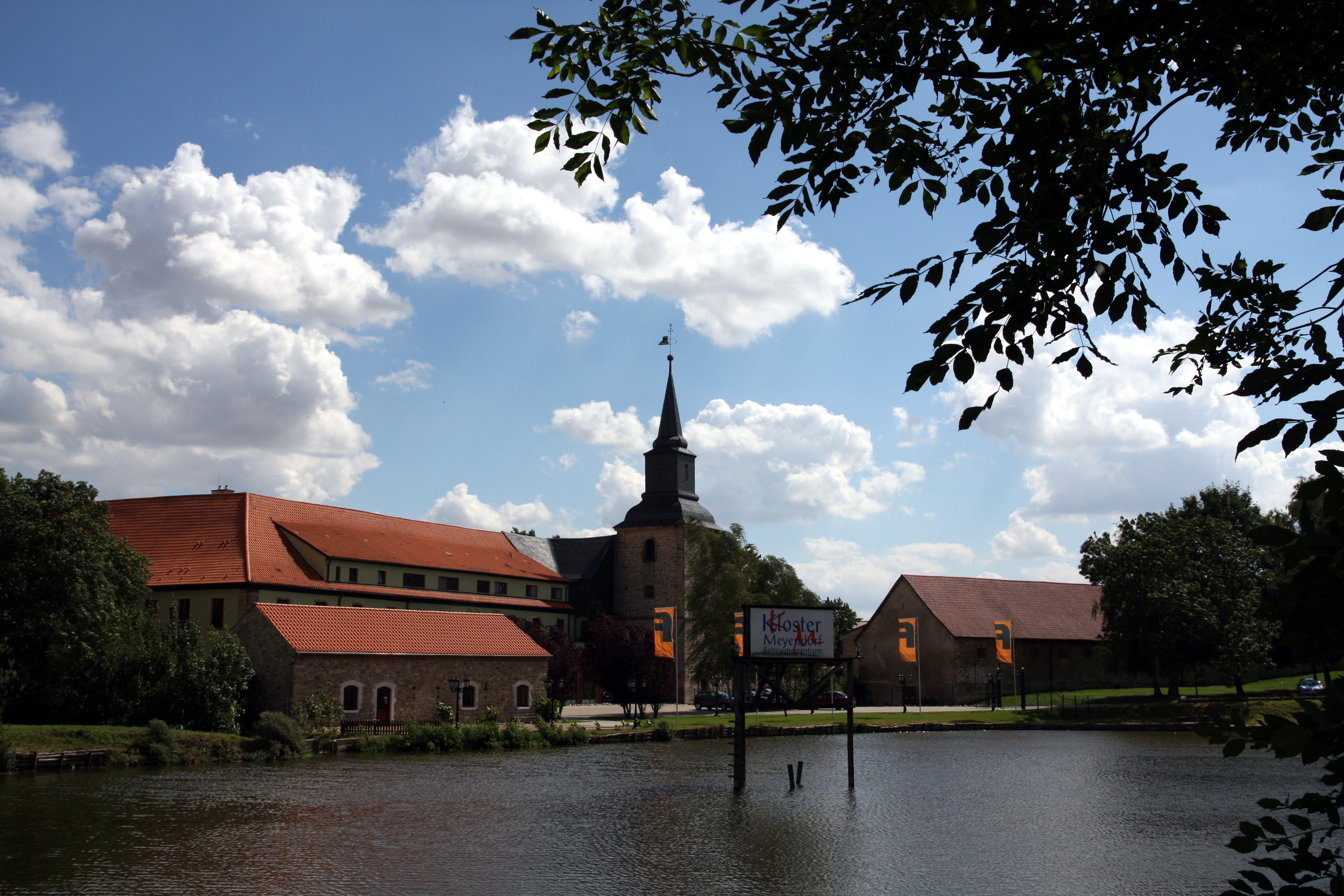
Kloster Meyendorf

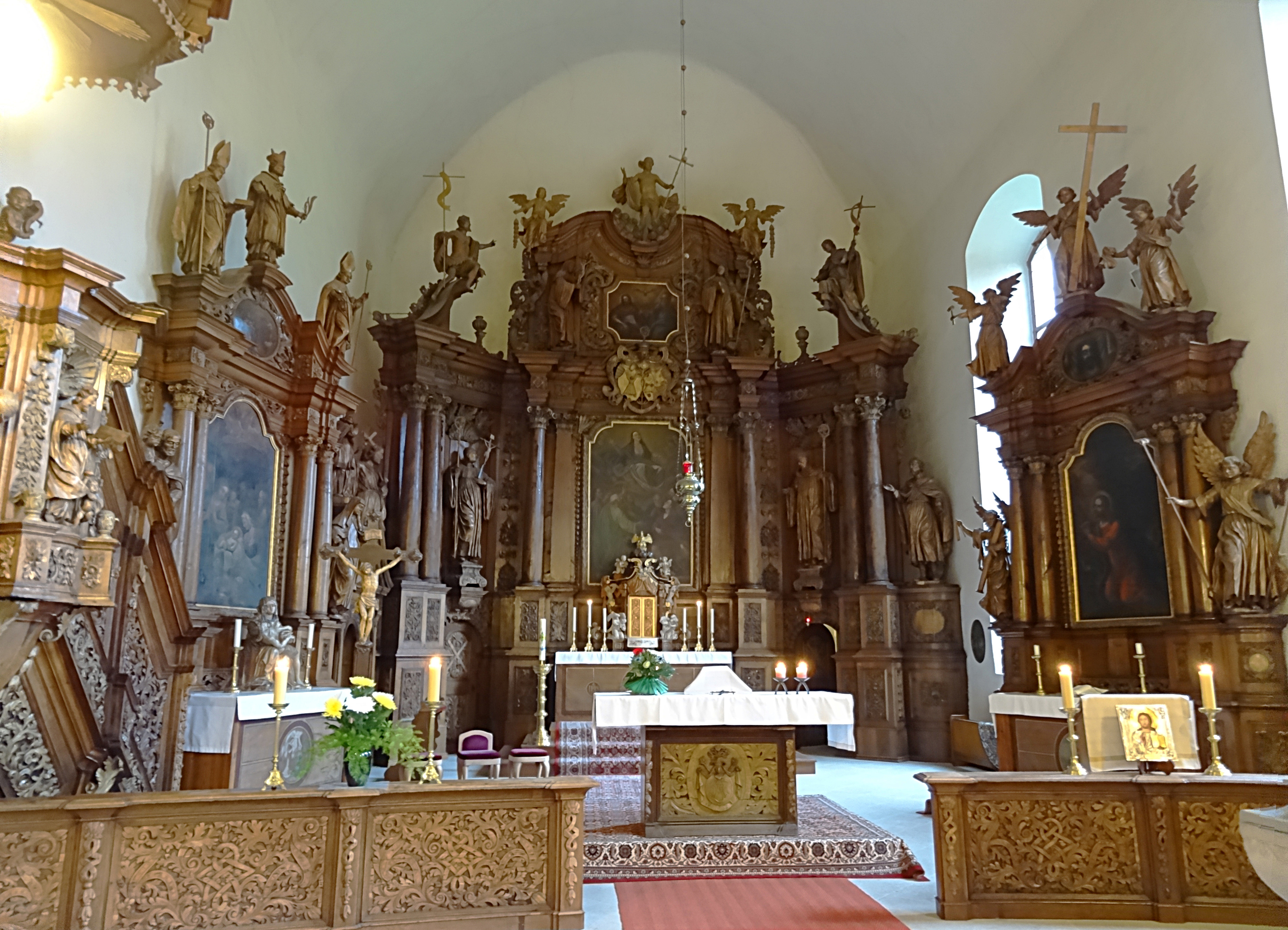
Innenansicht der Klosterkirche

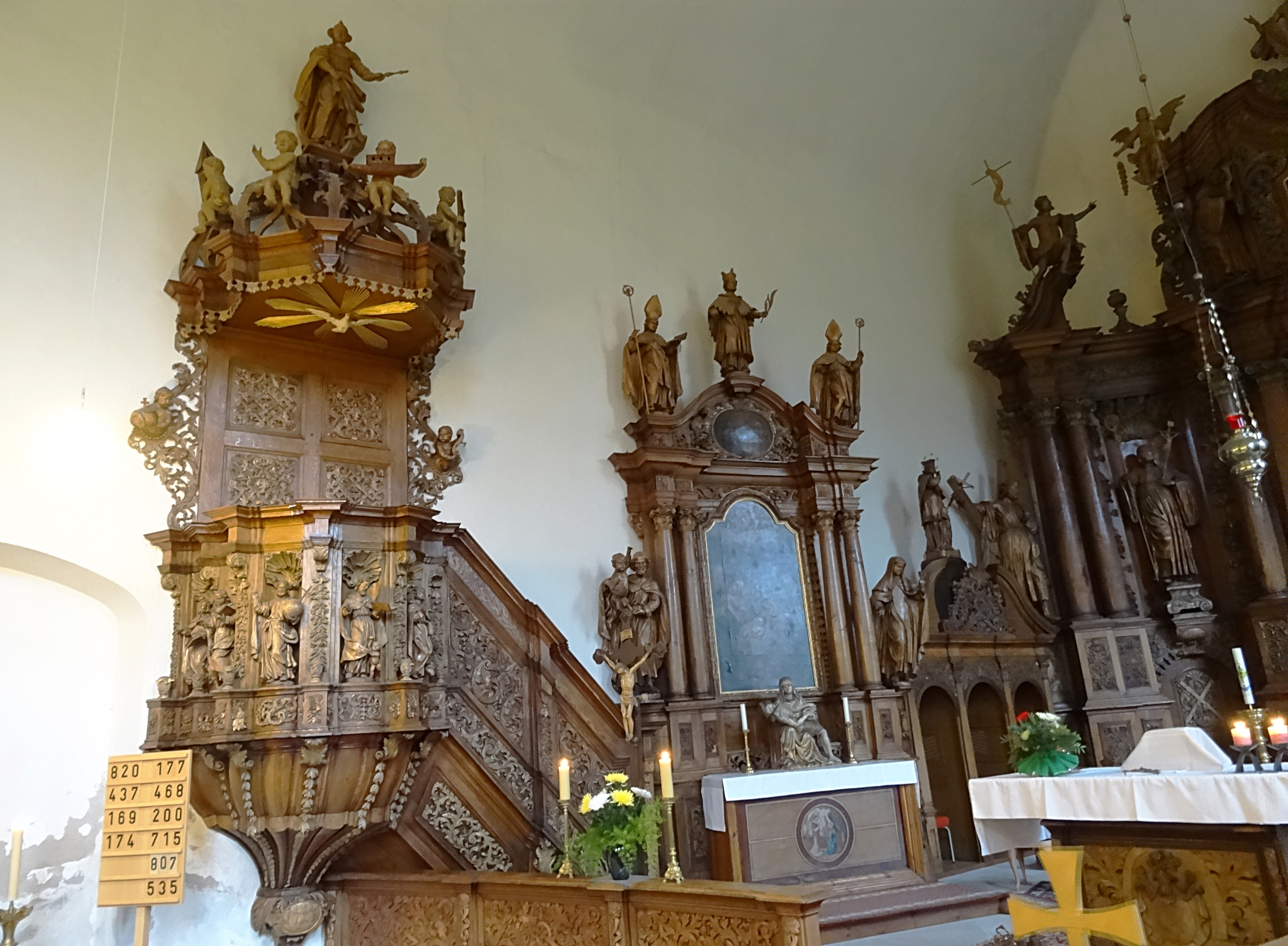
Seitenaltar und Kanzel

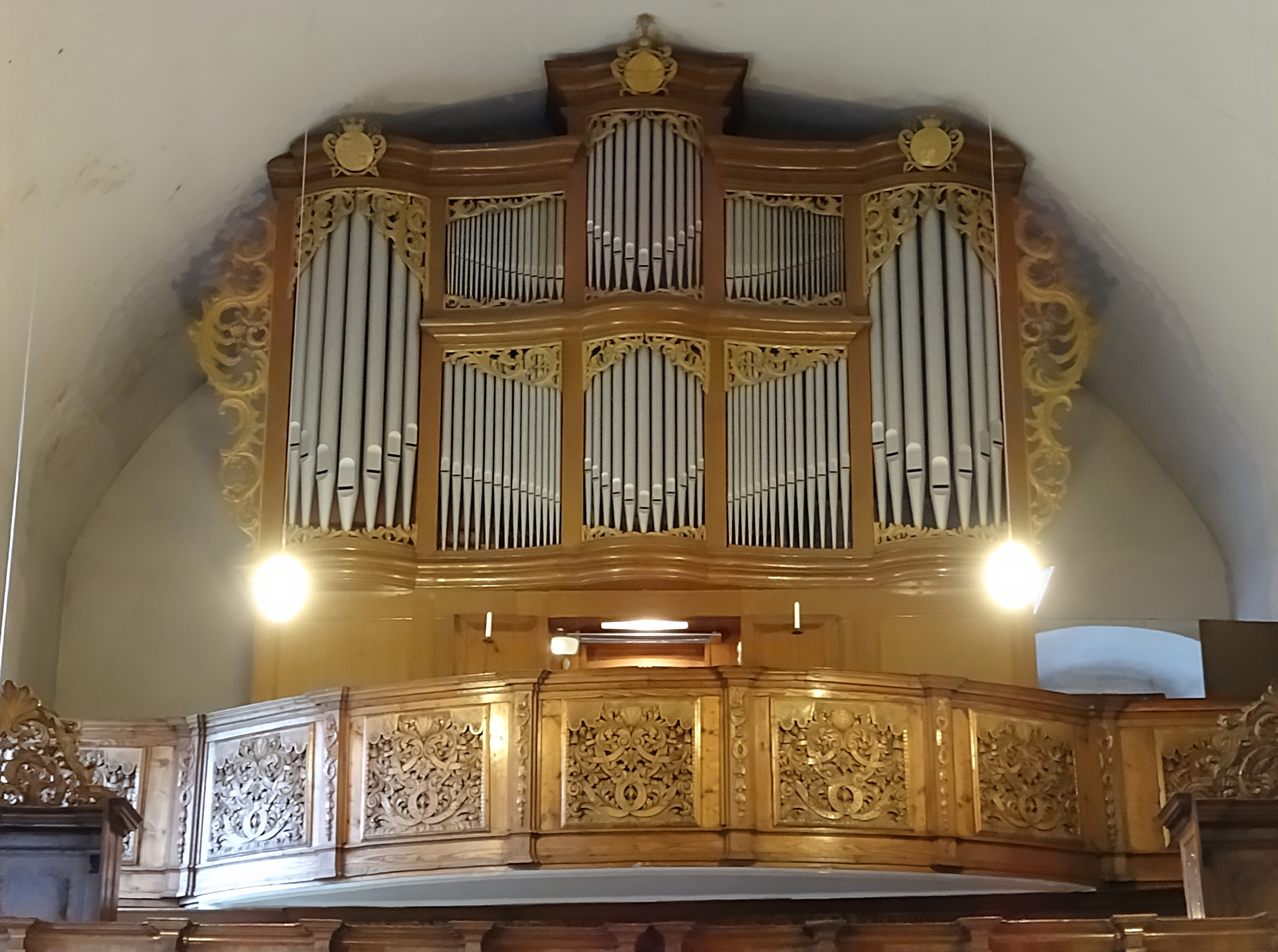
Orgel

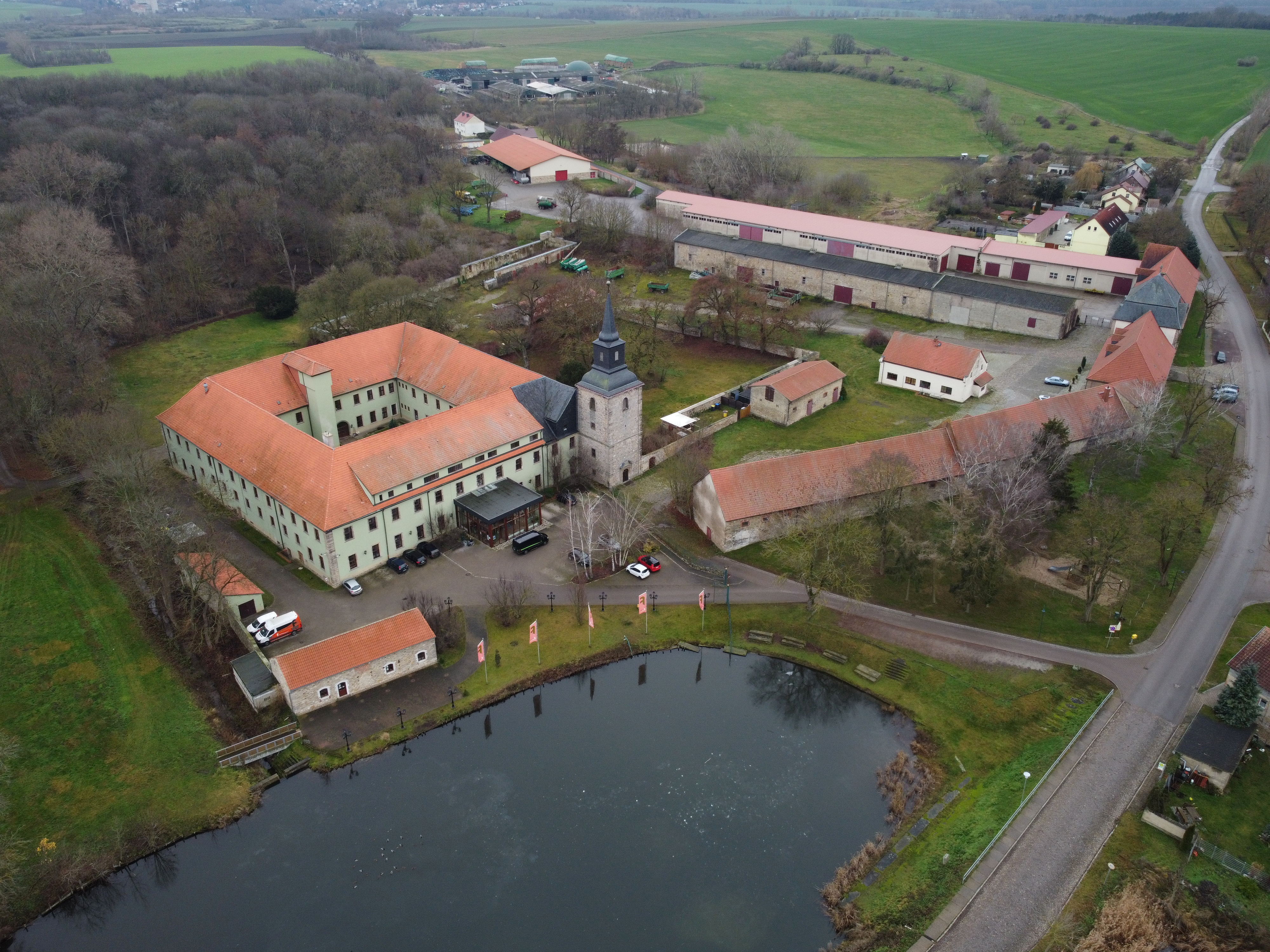
Gesamtansicht der Klosteranlage aus der Vogelperspektive

Das Kloster Meyendorf ist eine barocke Klosteranlage im Ortsteil Meyendorf von Wanzleben-Börde im Landkreis Börde in Sachsen-Anhalt. Die Kirche gehört heute zur Pfarrei St. Bonifatius Wanzleben im Bistum Magdeburg. In einem Teil der Klostergebäude befindet sich heute ein Alten- und Pflegeheim.

## Geschichte
Von 1267 bis zur Säkularisation im Jahr 1810 bestand in Meyendorf das Kloster Meyendorf, welches von den Zisterzienserinnen unterhalten wurde. 1267 bestätigte der Bischof des Bistums Halberstadt, Volrad von Kranichfeld, durch eine Urkunde die Gründung des Klosters. 1268 folgte die päpstliche Bestätigung.
Der Reformation im 16. Jahrhundert leisteten die Nonnen erfolgreich Widerstand, so dass die Kirche und die Hälfte des Konvents katholisch blieben. Nachdem am 1. August 1610 ein großer Brand das Kloster zerstörte, begann um 1720 der Neubau des Klosters und der Kirche im Barockstil. Während der Amtszeit der Äbtissin Johanna Ursula Vollmer wurde der Neubau des westlichen Torhauses und der Kirche St. Andreas beendet.
Während der Franzosenzeit ließ das Königreich Westphalen das Kloster 1810 auflösen. Die Kirche des Klosters wurde katholische Pfarrkirche, die Meyendorfer Protestanten wurden nach Remkersleben eingepfarrt. Alle Klostergebäude, die nicht von der Pfarrei benötigt wurden, kamen in Privatbesitz.

### Pfarrei
Die dem Kloster Meyendorf inkorporierte katholische Pfarrei blieb auch nach der im Zuge der Säkularisation erfolgten Auflösung des Klosters weiter bestehen.
Nachdem sich im Zuge der Industrialisierung von Mitte des 19. Jahrhunderts an die Zahl der Katholiken im Raum Egeln durch Zuwanderung aus katholischen Gebieten wie dem Eichsfeld sowie aus Schlesien und Polen erheblich vergrößert hatte, errichtete Bischof Konrad Martin am 23. April 1867 das Dekanat Egeln, zu dem auch die Pfarrei Meyendorf mit seiner bereits 1866 gegründeten Filialgemeinde Wanzleben gehörten.
1924 wurde das Dekanat Oschersleben errichtet, in das die Pfarrei Meyendorf wechselte, zu der inzwischen auch zwei weitere Filialgemeinden, Eilsleben und Klein Wanzleben, gehörten. Aufgrund der geringer werdenden Katholikenzahl wurde am 1. September 1996 das Dekanat Oschersleben wieder aufgelöst und deren Pfarreien in das Dekanat Egeln eingegliedert.
Am 1. Dezember 2007 wurde im Bistum Magdeburg ein Gemeindeverbund errichtet, der die Pfarreien St. Andreas in Meyendorf und St. Bonifatius in Wanzleben sowie die Pfarrvikarien St. Marien in Bahrendorf und St. Mauritius in Langenweddingen umfasste. Damals gehörten zur Pfarrei Meyendorf rund 150 Katholiken. Am 2. Mai 2010 entstand aus dem Gemeindeverbund die heutige Pfarrei St. Bonifatius, zu der auch die Kirche in Meyendorf gehört.

## Architektur

### Ehemalige Klosterkirche
Die Klosterkirche St. Maria und Andreas ist in den Südflügel der Klausur eingefügt. Sie ist ein Neubau aus der Zeit um 1720 als Saalkirche mit einem zweigeschossigen, quadratischem Westturm mit Eckquaderung und geschweifter Haube. Über dem Westportal ist ein gesprengter Giebel mit dem Klosterwappen angeordnet. Das Äußere des Schiffs ist nüchtern und zeigt zwischen Lisenen große flachbogige Fenster. Das Innere ist mit einer verputzten Holztonne gedeckt, die mit drei oval gerahmten Bildern mit Abendmahl, Auferstehung und Himmelfahrt versehen ist, welche im 19. Jahrhundert erneuert wurden. Die von hölzernen Säulen gestützte Nonnenempore im Westen erstreckte sich ursprünglich weiter nach Osten.

### Ausstattung
Beachtenswert ist die prachtvolle, stilistisch einheitliche Ausstattung aus der Bauzeit. Besonders hervorzuheben ist die reiche Verzierung mit feingearbeitetem Akanthus- und Bandelwerkornament.
Der Hauptaltar ist ebenso breit wie der Chor und mit schräggestellten Seitenteilen versehen; er besteht aus einem hohen Sockel mit Gebälk und Aufsatz. In der Altarmitte ist ein Gemälde der Himmelfahrt Mariä angeordnet, seitlich große Freifiguren der Heiligen Andreas, Petrus, Benedikt und Bernhard, im oberen Teil flankieren zwei Äbtissinnen ein Gemälde der Trinität, als Bekrönung sind Christus Salvator, auf den Giebelseiten Johannes der Täufer und der Evangelist angeordnet.
In den kleineren, analog gestalteten Seitenaltären sind zwischen Doppelsäulen Gemälde der Anbetung und Christus in Gethsemane zu sehen. Hinzu kommen je zwei Schnitzfiguren: Joseph und Monika am linken sowie zwei Engel mit den Leidenswerkzeugen am rechten Altar und je drei weitere freiplastische Figuren auf den Schweifgiebeln. Der linke Seitenaltar ist durch einen reich gestalteten Beichtstuhl mit dem Hauptaltar verbunden. Im gesprengten Giebel ist auf einem Akanthusaufsatz eine Figur des Heiligen Johann Nepomuk aufgestellt.
Die Kanzel ist auf das Jahr 1723 datiert und zeigt an der Brüstung Christus und die Evangelisten in Muschelnischen, auf dem kronenartig durchbrochenen Schalldeckel sitzen Putti mit Symbolen aus der Lauretanischen Litanei, den Abschluss bildet eine Maria Immaculata. Ebenfalls sehr reich gestaltet sind die geschnitzten Verzierungen an der Kanzelrückwand und -treppe; die Altarschranken und die Orgelempore sind gleichfalls reich geschmückt.
Ein spätgotisches, künstlerisch sehr wertvolles Schnitzaltarretabel stammt vom Ende des 15. Jahrhunderts. Es zeigt im Mittelschrein die Segnung der gekrönten Maria durch Christus, flankiert von je vier Heiligen in zwei Zonen, in den Flügeln sind jeweils sechs Heilige in zwei Reihen übereinander dargestellt. Alle Figuren sind mit sehr fein gearbeiteten Baldachinen versehen. Auf den Rückseiten der Flügel sind die gut erhaltenen Gemälde auf Goldgrund beachtenswert, die links die Kreuzigung und rechts die Kreuzabnahme zeigen.
Ein Vesperbild stammt aus der Zeit um 1440, eine Muttergottes mit Kind vom Ende des 15. Jahrhunderts ist durch eine jüngere Fassung entstellt. Zwei barocke Schnitzfiguren neben der Westempore zeigen Joseph und Anna. An der Nordwand sind drei große Kupferstiche nach van Dyck von F. Langlof aufgehängt. Ein qualitätvoller Grabstein der Äbtissin Christina († 1508) zeigt die Verstorbene als Ritzzeichnung unter einem Baldachin. Im Turmuntergeschoss ist ein weiterer Grabstein einer Äbtissin († 1700) zu finden.
Die Orgel mit barockem Prospekt ist ein Werk aus dem Jahr 1789. Von den vier Glocken stammt eine aus dem Jahr 1790, die übrigen drei wurden nach Ablieferung für Kriegszwecke in den 1950er Jahren in der Glockengießerei in Apolda neu angefertigt.

### Klostergebäude
Die Klausur aus dem ersten Viertel des 18. Jahrhunderts, heute als Privatklinik genutzt, ist um einen quadratischen Hof gruppiert. Die Bauten sind schmucklos bis auf das westliche Eingangsportal, das von Pilastern mit korinthischen Kapitellen flankiert ist, mit den Wappen der Erbauer Äbtissin Johanna Ursula Vollmer und Propst Alanus Härtung darüber. Am Westrand des Wirtschaftshofs des Klosters liegt die ehemalige Propstei, die im Kern vermutlich noch aus der Zeit vor dem barocken Umbau des Klosters stammt, wie ein Schriftstein mit der Jahreszahl 1477 an der Rückseite beweist. Das Bauwerk ist ein schlichter zweigeschossiger Rechteckbau mit einem Schweifgiebel über dem Portal. Südlich schließt sich das Torhaus von 1787 an, das in der Fassade mit Giebel ein Rundbogenportal mit flacher Pilasterarchitektur und gesprengtem Giebel zeigt. Über dem Portal und seitlich davon sind drei Nischenfiguren angebracht, die Andreas, Bernhard und die Muttergottes darstellen. An die Kirche schließt sich südlich der ummauerte Friedhof mit einem Zugang durch einen freistehenden Rundbogen an, auf dem die Muttergottes, Bernhard und Andreas dargestellt sind und der aus der Zeit des Klosterneubaus stammt. An das Kloster schließt sich ein großer englischer Park aus der Zeit um 1810 an.